# Ferme du Bâtiment (Natoye)
La ferme du Bâtiment est un immeuble classé situé dans la section de Natoye faisant partie de la commune de Hamois en Belgique (province de Namur).  

## Localisation
La ferme se situe à l'est du village condrusien de Hamois, au no 2 de la rue de Skeuvre menant au hameau de Skeuvre et à une centaine de mètres de la chaussée de Namur.

## Historique
La ferme est construite au début du XVIIIe siècle, sans doute entre 1711 et 1725 sur une terre qui appartient à Jean-Baptiste Chaveau à partir de 1711. Le corps de logis et les deux tours carrées sont les parties les plus anciennes. L'aile orientale comprenant la grange est édifiée au cours du XIXe siècle.

## Description
La ferme en carré est constituée de quatre ailes bâties, chacune d'une longueur approximative de 55 m. L'aile ouest est percée d'un haut porche cintré pour sa partie externe donnant accès à une cour intérieure d'une superficie d'environ 1 400 m2. Les extrémités de l'aile occidentale sont pourvues de massives tours d'angle carrées presque aveugles de trois niveaux qui dominent l'ensemble, sous toitures à quatre pans en ardoises. Les bâtiments construits en moellons de calcaire parsemés de quelques pierres de grès, les deux principaux matériaux du Condroz, ont la particularité de ne compter que très peu de baies vitrées donnant sur l'extérieur, plusieurs d'entre elles ayant été comblées. Par contre, les baies sont nombreuses, côté cour. Le corps de logis compte deux niveaux (un étage) et trois travées. Sur l'aile orientale, l'imposante grange possède une porte charretière en anse de panier. La ferme est recouverte de toitures d'ardoises.

## Classement et protection
La ferme du Bâtiment (façades, toitures et charpente),excepté l'annexe au sud-est, route de Skeuvre, n°2 est reprise depuis le 27 février 1990 sur la liste du patrimoine immobilier classé de Hamois.

### Source et lien externe
- Inventaire du patrimoine immobilier culturel